# 加速龙式变着
加速龙式变着是國際象棋開局西西里防禦的一種，走法為：
1.e4 c5 2.Nf3 Nc6 3.d4 cxd4 4.Nxd4 g6